# Жиени (Олт)
Жиени (рум. Jieni) насеље је у Румунији у округу Олт у општини Русанешти. Oпштина се налази на надморској висини од 54 m.

## Становништво
Према подацима из 2002. године у насељу је живело 1393 становника, од којих су сви румунске националности.